# Вік Бакінгем
Вік Бакінгем (англ. Vic Buckingham, 23 жовтня 1915, Гринвіч — 26 січня 1995, Чичестер) — англійський футболіст, що грав на позиції півзахисника. По завершенні ігрової кар'єри — тренер. Піонер тотального футболу.

## Ігрова кар'єра
У дорослому футболі дебютував 1935 року виступами за команду клубу «Тоттенгем Готспур», кольори якої й захищав протягом усієї своєї кар'єри гравця, що тривала цілих п'ятнадцять років. Всього за «шпор» провів 230 матчів і забив один гол. Однак він не зміг завоювати жодного титулу з лондонською командою на внутрішньому або міжнародному рівні. Після закінчення сезону 1948/49, коли йому було 34 роки, Вік вирішив покласти край довгій кар'єрі.

## Кар'єра тренера
Тренерську кар'єру розпочав в аматорському клубі «Пегасус», з яким виграв аматорський Кубок Англії 1950/51, потім перейшов на роботу в клуб Третього дивізіону «Бредфорд Парк Авеню».
1953 року став головним тренером команди вищого англійського дивізіону «Вест-Бромвіч Альбіон» і 1954 року з клубом зробив «дубль», вигравши Кубок і Суперкубок Англії. Всього тренував клуб з Вест-Бромвіча шість років.
Згодом протягом 1959—1961 років очолював тренерський штаб клубу «Аякс», де відкрив молодого Йогана Кройфа та розробив концепцію тотального футболу, який набагато випереджав його час і заслужив йому чудову репутацію по всій Європі. Вік виграв чемпіонат і Кубок Нідерландів за два роки.
1961 року прийняв пропозицію попрацювати у клубі «Шеффілд Венсдей». Його репутація у своїй рідній країні була пошкоджена в 1964 році через скандал з договірним матчем. Хоча обвинувачення проти нього ніколи не було доведено, три його гравці (Пітер Свон, Тоні Кей та Девід Лейн) були засуджені до тюремного ув'язнення та тривалої дискваліфікації за здачу матчу 1 грудня 1962 року в грі проти «Іпсвіч Таун» (0:2).
Через це Бакінгем змушений був 1964 року покинути Англію і повернувся в «Аякс». Проте другий прихід не став таким вдалим і, не вигравши жодного трофея, наступного року він повернувся в Англію, де очолив «Фулгем», з яким пропрацював до 1968 року.
Того ж року недовго попрацював з грецьким «Етнікосом» (Пірей), а потім з 1969 і по 1971 рік очолював тренерський штаб «Барселони». З «Барселоною» він виграв Кубок Іспанії 1971 року, але після цього сезону його змінив Рінус Міхелс. Згодом 1972 року недовго був тренером «Севільї».
Завершував тренерську кар'єру у грецьких клубах «Олімпіакос» (Пірей) та «Родос».
Помер 26 січня 1995 року на 80-му році життя у місті Чичестер.

## Титули та досягнення

### У ролі тренера
- Володар Кубка Англії (1):

«Вест-Бромвіч Альбіон»: 1953–54
- Володар Суперкубка Англії (1):

«Вест-Бромвіч Альбіон»: 1954
- Чемпіон Нідерландів (1):

«Аякс»: 1959–60
- Володар Кубка Нідерландів (1):

«Аякс»: 1960–61
- Володар Кубка Іспанії (1):

«Барселона»: 1970–71